# Twinkarte
Als Twinkarte (häufig wird auch der englische Begriff Twincard genutzt) wird ein Duplikat einer SIM-Karte bezeichnet. Beide Karten haben daher dieselbe Telefonnummer.
Häufigster Einsatzzweck ist die Nutzung von zumindest zwei Mobiltelefonen, ohne jedes Mal die SIM-Karte wechseln zu müssen. Ob dabei jeweils nur ein Telefon zur Zeit empfangsbereit sein darf oder beide oder sogar mehrere, hängt vom Anbieter und der eingesetzten Technik ab.
Dies ist eine Zusatzleistung, die von wenigen Mobilfunkanbietern angeboten wird.
Der umgekehrte Einsatzzweck, zwei Telefonnummern mit nur einem Handy zu nutzen, lässt sich auf vier Arten realisieren:
1. Dual-SIM-Adapter (passt nicht in jedes Handy)
2. Dual-SIM-Handy (viele attraktive Handymodelle werden aber nicht als Dual-SIM-Handy angeboten).
3. Spezielle SIM-Karte wie DuoBill bzw. TwinBill, bei der man über eine sechsstellige PIN entscheidet (statt vierstellige), über welche Rufnummer (und damit Abrechnung) man angemeldet sein will. Meist kann über die Vorwahltaste Stern dann ein neues Telefonat über die andere Rufnummer abgerechnet werden.
4. Alternate Line Service (ALS) (eine reine Software-Lösung).